# Pointe-à-Pitre
Pour les articles homonymes, voir Pointe et Pitre.
Pointe-à-Pitre (en créole guadeloupéen : Lapwent) est une commune française située dans le département de la Guadeloupe. Habitée en 2022 par 14 855 personnes, la commune est, avec celle voisine des Abymes, au sein d'une unité urbaine de 252 132 habitants (soit la 26e de France) et d'une aire d'attraction de 314 576 habitants (soit la 40e de France).
Pointe-à-Pitre est depuis 2007, l'unique sous-préfecture de la Guadeloupe ; elle est le chef-lieu de l'arrondissement de Pointe-à-Pitre et la capitale économique de la Guadeloupe.

## Géographie

### Localisation

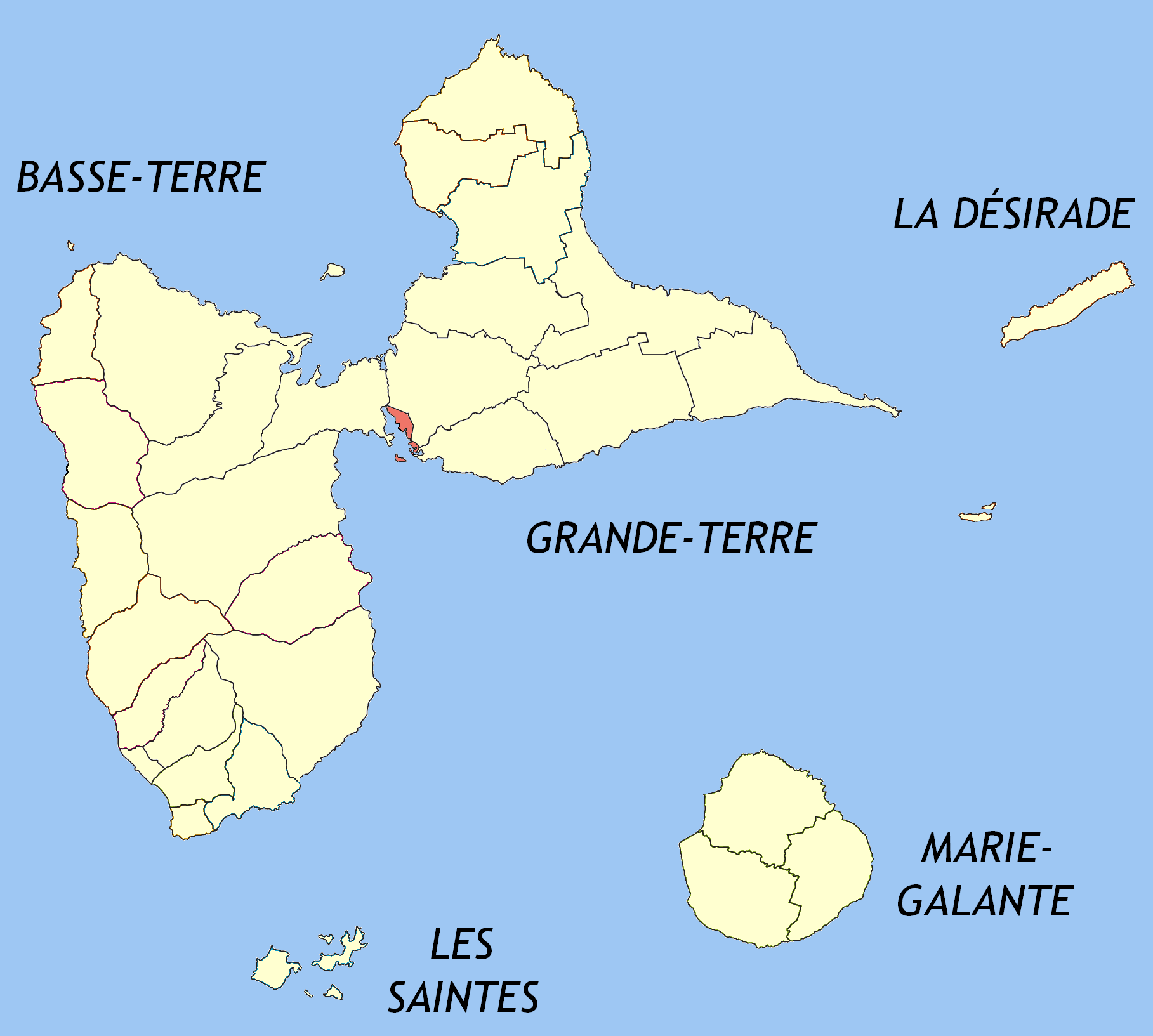
En rouge le territoire communal de Pointe-à-Pitre.

S'étendant sur seulement 2,7 km2 de superficie totale, la commune de Pointe-à-Pitre est située à l'extrémité sud-ouest de Grande-Terre, face à la rade ouverte sur la mer des Caraïbes et idéalement placée au centre de la Guadeloupe à la jointure entre la Grande-Terre et la Basse-Terre. La ville, construite sur des marécages, a gagné du terrain sur la mer. C'est une ville de basse altitude située au bord d'une mangrove. Elle détient son propre port de croisière.
L'îlet à Cochons est rattaché à la commune.

### Communes limitrophes
Les communes limitrophes sont Les Abymes et Le Gosier.
|                  |                | Les Abymes |
| Baie-Mahault     | Pointe-à-Pitre |            |
| Océan Atlantique |                | Le Gosier  |

### Climat
Pointe-à-Pitre a un climat équatorial selon la classification de Köppen (Af) mais a en réalité un climat tropical humide d'alizé soumis aux cyclones tropicaux.
| Mois          | jan.  | fév.  | mars  | avril | mai   | juin  | jui.  | août  | sep.  | oct.  | nov.  | déc.  | année   |
| ------------- | ----- | ----- | ----- | ----- | ----- | ----- | ----- | ----- | ----- | ----- | ----- | ----- | ------- |
| T. min. moy.  | 20,7  | 20,6  | 21    | 22,2  | 23,6  | 24,3  | 24,3  | 24,1  | 23,8  | 23,3  | 22,4  | 21,3  | 22,6    |
| T. moy. (°C)  | 24,9  | 24,9  | 25,3  | 26,3  | 27,2  | 27,9  | 28    | 28    | 27,8  | 27,3  | 26,5  | 25,5  | 26,6    |
| T. max. moy.  | 29,2  | 29,2  | 29,7  | 30,3  | 30,9  | 31,4  | 31,6  | 31,9  | 31,7  | 31,3  | 30,5  | 29,7  | 30,6    |
| Rec. de fr.   | 13,5  | 13    | 13,9  | 15,8  | 16,4  | 18,9  | 19,6  | 19,8  | 19,5  | 19    | 16,8  | 14,4  | 13      |
| Rec. de ch.   | 31,8  | 32,1  | 32,8  | 33,3  | 33,3  | 33,4  | 34,2  | 34,2  | 34,1  | 34,1  | 33,4  | 32,4  | 34,2    |
| Ensol. (h)    | 192,4 | 182,7 | 217,5 | 211,4 | 212,7 | 206,5 | 198,3 | 221,5 | 200,6 | 181,7 | 181,4 | 189,1 | 2 395,7 |
| Préc. (mm)    | 83    | 60    | 67,9  | 96,5  | 134,1 | 107,8 | 129,6 | 169,1 | 206,2 | 214,5 | 213,9 | 134   | 1 616,6 |
| J. avec préc. | 15,83 | 12,3  | 11,1  | 10,73 | 13,07 | 13,2  | 15,2  | 16,43 | 16,27 | 17,5  | 17,4  | 16,47 | 175,5   |

## Urbanisme

### Typologie
Pointe-à-Pitre est une commune urbaine, car elle fait partie des communes denses ou de densité intermédiaire, au sens de la grille communale de densité de l'Insee,,,. Elle appartient à l'unité urbaine de Pointe-à-Pitre-Les Abymes, une agglomération intra-départementale regroupant 11 communes et 252 132 habitants en 2022, dont elle est une commune de la banlieue,.
Par ailleurs la commune fait partie de l'aire d'attraction des Abymes, dont elle est une commune du pôle principal. Cette aire, qui regroupe 18 communes, est catégorisée dans les aires de 200 000 à moins de 700 000 habitants,.
La commune, bordée par l'océan Atlantique au sud-ouest, est également une commune littorale au sens de la loi du 3 janvier 1986, dite loi littoral. Des dispositions spécifiques d’urbanisme s’y appliquent dès lors afin de préserver les espaces naturels, les sites, les paysages et l’équilibre écologique du littoral, comme le principe d'inconstructibilité, en dehors des espaces urbanisés, sur la bande littorale des 100 mètres, ou plus si le plan local d’urbanisme le prévoit,.

### Lieux-dits, hameaux et écarts

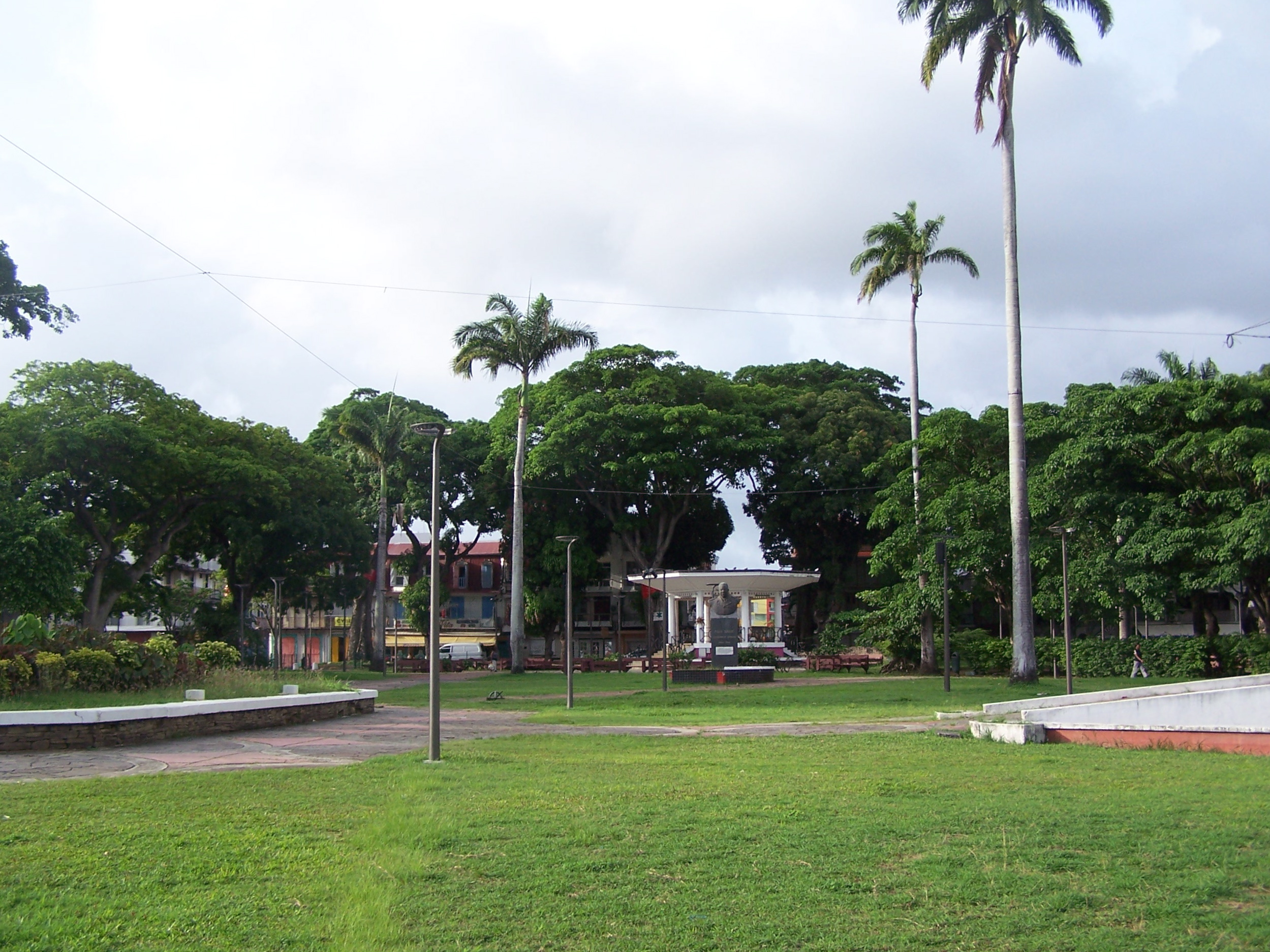
La place de la Victoire.

En 1780, l'incendie qui la ravage permet de définir un premier plan d'alignement qui donne définitivement à la ville son plan en damier et toutes les caractéristiques des villes coloniales du XVIIIe siècle. Deux nouveaux plans directeurs (1806 et 1817) permettent l'extension de la ville qui atteint ses limites définitives en 1830 avec le creusement du canal Vatable, mené pour évacuer les eaux de pluie vers la mer. Le centre ancien de Pointe-à-Pitre est une ville coloniale type du XVIIIe siècle, bâtie selon un plan en damier, avec des rues se coupant à angle droit, ses espaces publics et ses équipements administratifs et militaires. C'est également une ville qui a été marquée par les catastrophes : incendies, tremblement de terre, ouragans. Ces dernières, au lieu d'affecter la morphologie de la ville, ont, au contraire, permis de faire évoluer le tissu urbain et de favoriser le passage à la modernité de la ville. Le tissu urbain de Pointe-à-Pitre s'est ainsi maintenu jusqu'à nos jours sans modifier la trame orthogonale du damier du XVIIIe siècle.
Plusieurs fois ravagé par des cyclones tropicaux et des incendies, le centre historique présente une architecture hétéroclite. Les façades de style colonial côtoient des immeubles modernes. Au cœur de la vieille ville, l'église Saint-Pierre-et-Saint-Paul, date des années 1850. Sa structure métallique fut réalisée par la maison Joly d'Argenteuil, qui conçut celle des Halles de Paris. Grâce à sa charpente, l'édifice résista au séisme de 1897.
Avec l'expansion démographique des années 1950, le plan d'urbanisme développe de nouveaux quartiers modernes au nord-est de la ville où sont transférées diverses administrations (dans le sillage de la construction en 1973 du nouvel hôtel de ville) et créées de nouvelles habitations sociales. Pointe-à-Pitre bénéficie d'une opération de rénovation urbaine, engagée depuis 2006 avec l'Agence nationale pour la rénovation urbaine.
Les quartiers de Pointe-à-Pitre :
- Lauricisque
- Bergevin (y compris gare routière et gare maritime)
- Assainissement
- Les Cités Unies
- Cité Mortenol
- Morne-la-Loge
- Centre-ville
- Vatable
- Massabielle
- Darboussier
- Cour Zamia
- Rues Chemin-Neuf et Raspail
- Carénage
- Fouillole
- La Marina

Partagés avec Les Abymes :
- Cour Volet
- Morne Lacrosse
- Cour Forbin
- Impasse Four à Chaux
- Rue de l'Université
- Rue Louisy Mathieu
- Cité Louisy-Mathieu
- Morne L'Hermitage

### Voies de communication et transports

#### Voies routières

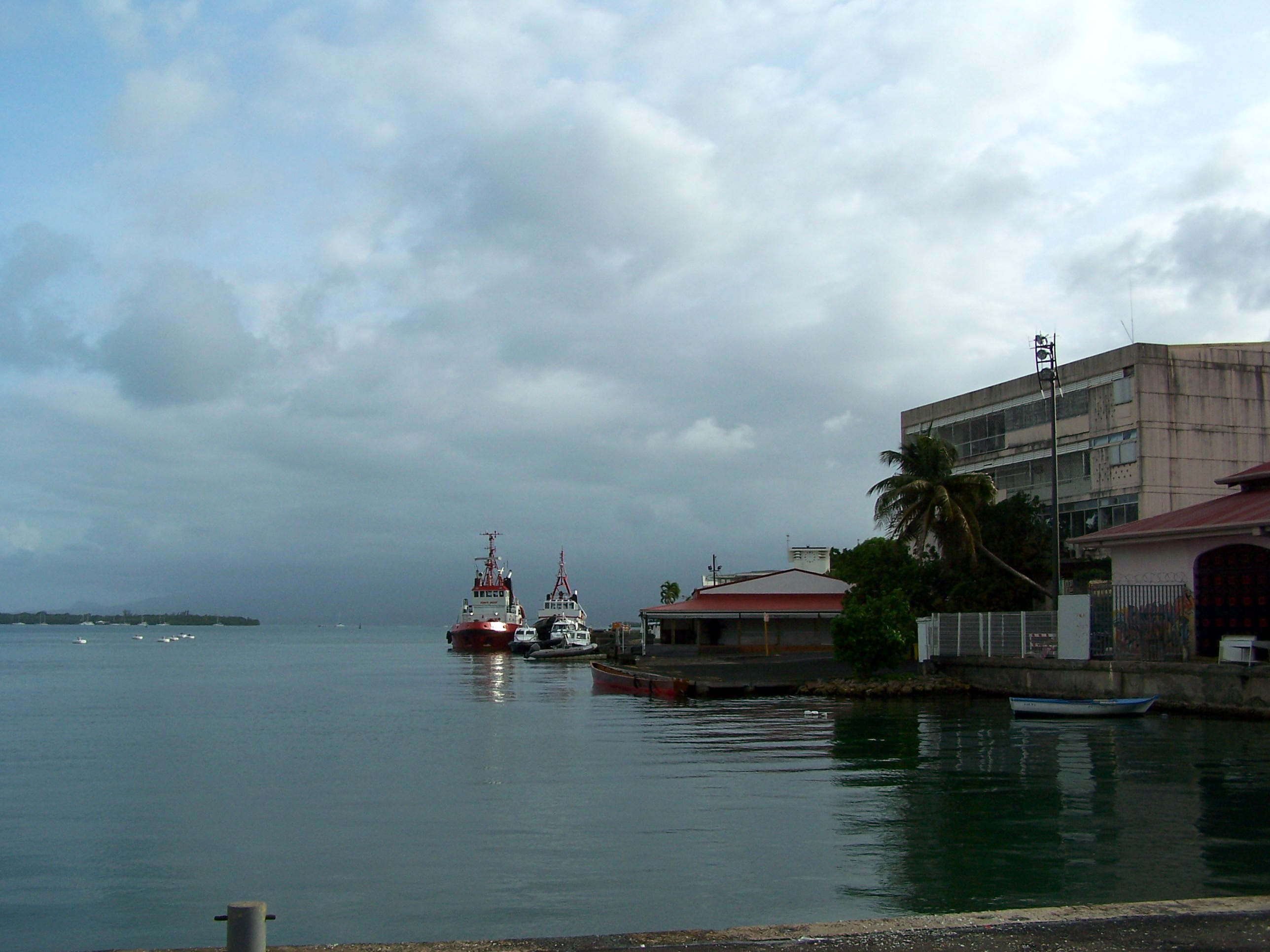
La darse de Pointe-à-Pitre.

Les accès principaux à la ville sont :
- la RN 1 vers l'île de Basse-Terre à l'ouest (Basse-Terre, Deshaies, Capesterre-Belle-Eau...)
- la RN 4 vers Sainte-Anne et Saint-François
- la RN 5 vers l'aéroport et le nord de l'île de Grande-Terre (Anse-Bertrand, Le Moule...)

De plus, la ville est contournée par deux rocades.

#### Karu'Lis
La commune de Pointe-à-Pitre est desservie par le réseau Karu'Lis.

#### Gares routières

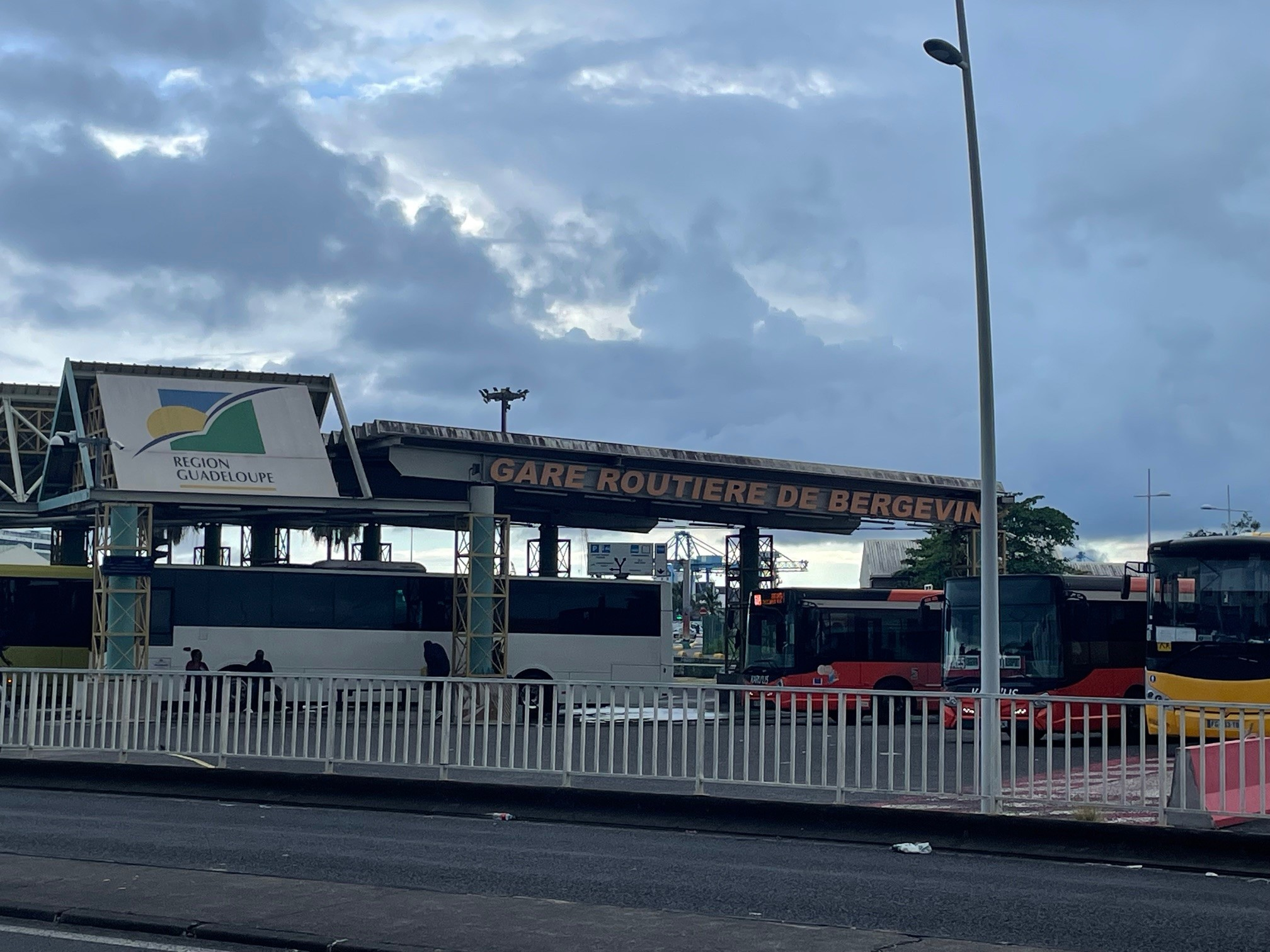
Gare routière de Bergevin

Des bus privés font la liaison entre Pointe-à-Pitre et les autres communes de la Guadeloupe depuis les gares routières pointoises :
- la gare routière de Bergevin, d'où partent les bus qui desservent les destinations de la Basse-Terre ;
- la gare routière devant l'École normale, d'où partent les bus qui desservent les destinations de la Grande Terre[17].

#### Aéroport
L'aéroport Pôle Caraïbes, situé en banlieue pointoise, est le principal aéroport de l'archipel guadeloupéen. Lui seul est capable d'accueillir des avions long courrier. Il était auparavant nommé « Aéroport de Pointe-à-Pitre Le Raizet », du nom du lieu-dit de la commune des Abymes où se situait l'aéroport (aujourd'hui Terminal Sud), avant le déménagement de l'aérogare au nord de la piste. Certaines compagnies aériennes y assurent des liaisons directes vers les autres îles de la Guadeloupe.
L'aéroport est géré par la Chambre de commerce et d'industrie de Pointe-à-Pitre.

#### Port
Le port autonome de Pointe-à-Pitre dispose de neuf postes à quais situés à proximité du centre-ville (croisière, cabotage, marchandises diverses).

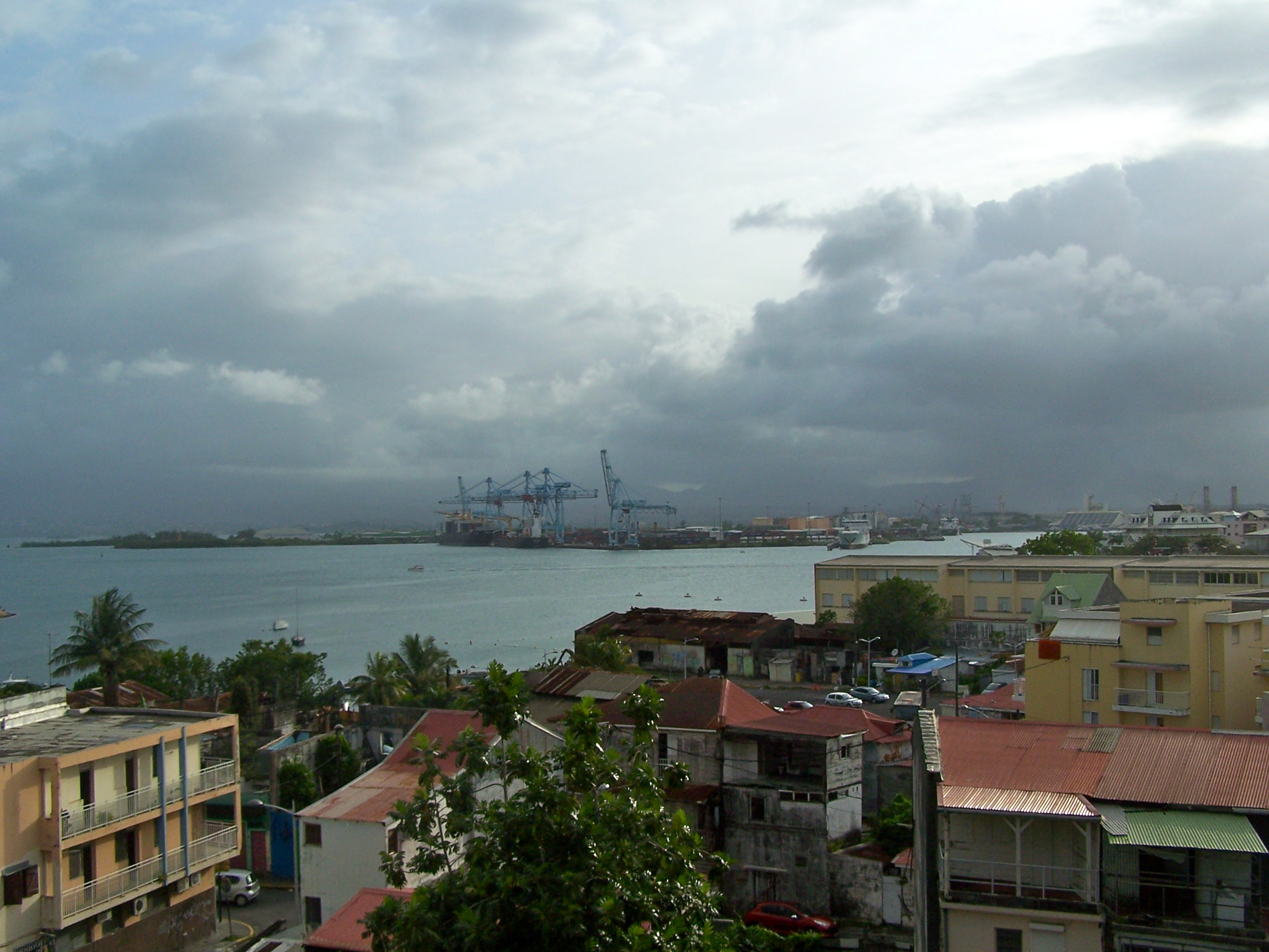
Vue du port maritime à Jarry (Baie-Mahault).
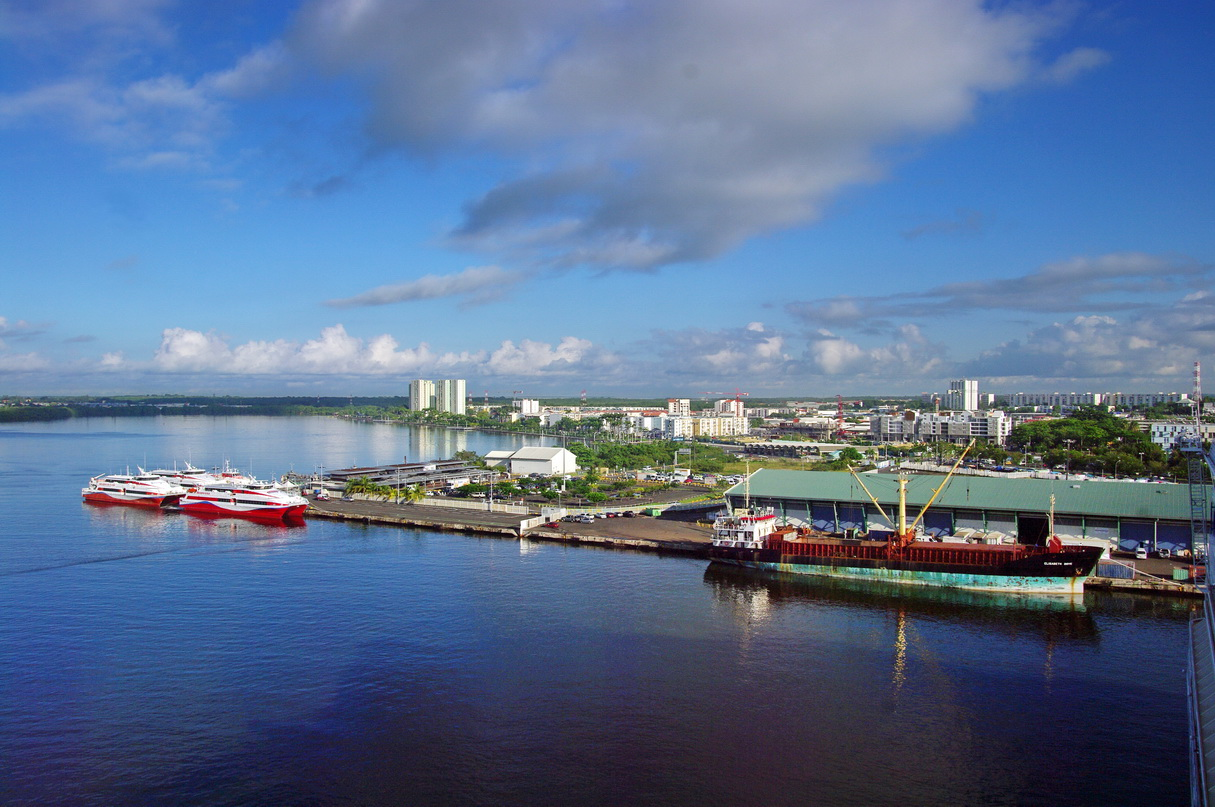
Marina pointoise.

## Toponymie
L'origine du nom de la commune est incertaine ; la carte de l’ingénieur François Blondel, de 1667, mentionne certes un « morne de Pitre », un « marigot de Pitre » ; sur d’autres cartes figurent un « îlet à Pitre » ou une « rivière à Pitre ».
Il pourrait provenir d'un anthroponyme. Peter, juif hollandais exilé du Brésil et pêcheur, à moins qu'il n'ait été cultivateur de canne à sucre, se serait installé au XVIIe siècle sur un bout de terre perdue en pleine végétation sur la pointe de la Grande-Terre. Commençant par la vente de poissons, il aurait, selon certaines interprétations, développé son commerce. Alors que nombre de bateaux marchands et autres corsaires voguaient dans les eaux guadeloupéennes, Peter aurait créé un négoce pour les navires de passage dans la rade. L'endroit serait vite devenu incontournable pour tous les navigateurs qui y trouvaient de quoi acheter ou échanger des biens, vivres ou munitions. Tous les marins allaient chez Pitre à la pointe.
Cette origine est contestée, l'existence de ce personnage étant jugée improbable compte tenu des références antérieures à l'arrivée des Hollandais en Guadeloupe. L'hypothèse privilégiée tend à rapprocher le terme Pitre (ou Pit) d'une plante, possiblement Agave americana L. car pitera en espagnol  évoque une sorte de corde tirée d’un agave, le karata (« langue de bœuf »), assimilée au chanvre par les Européens.
Devenant ainsi la pointe à Pitre, la ville reçoit officiellement son nom en 1772.[réf. nécessaire] Elle prend le nom de Port-de-la-Liberté durant la Révolution française.

## Histoire

### Fondation de la ville auXVIIIesiècle
Pour un article plus général, voir Histoire de la Guadeloupe.
Dès le début de la colonisation de la Guadeloupe, le site de Pointe-à-Pitre retient l'attention des agents royaux. Il présente de nombreux avantages naturels, qui en fait d'emblée une alternative à la ville de Basse-Terre. Pourtant à cause de l'insalubrité du site les autorités hésitent longtemps à établir un centre de peuplement. La ville de Pointe-à-Pitre est fondée au milieu du XVIIIe siècle sur les rives marécageuses de la baie du Petit Cul-de-sac marin en raison de sa position géographique et des mouillages possibles. L'origine de la ville remonte pourtant à l'occupation anglaise de la Guadeloupe (1759 à 1763). Le bourg n'occupe alors qu'une petite partie du site dit du « morne Renfermé ». Après le retour de la Guadeloupe à la France, lors du traité de Paris (1763) la ville prend son essor avec les premiers aménagements. Le site est ravagé lors de l'ouragan de Pointe-à-Pitre de 1776.
Lors de la révolution française, la ville est rebaptisée « Port-la-Liberté ».

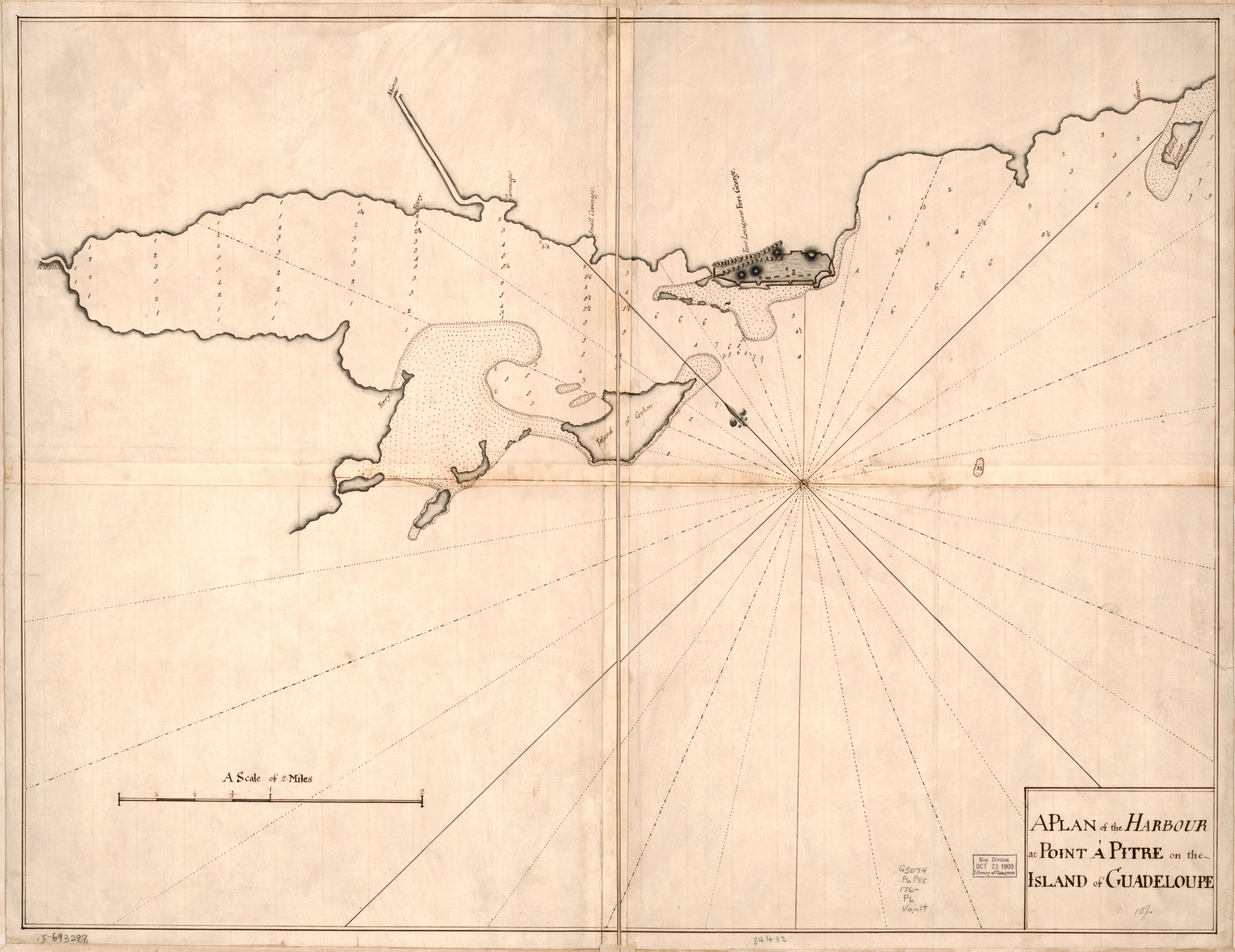
Un plan du port de Pointe-à-Pitre (période 1750-1789), Librairie du Congrès américain, Washington D.C.
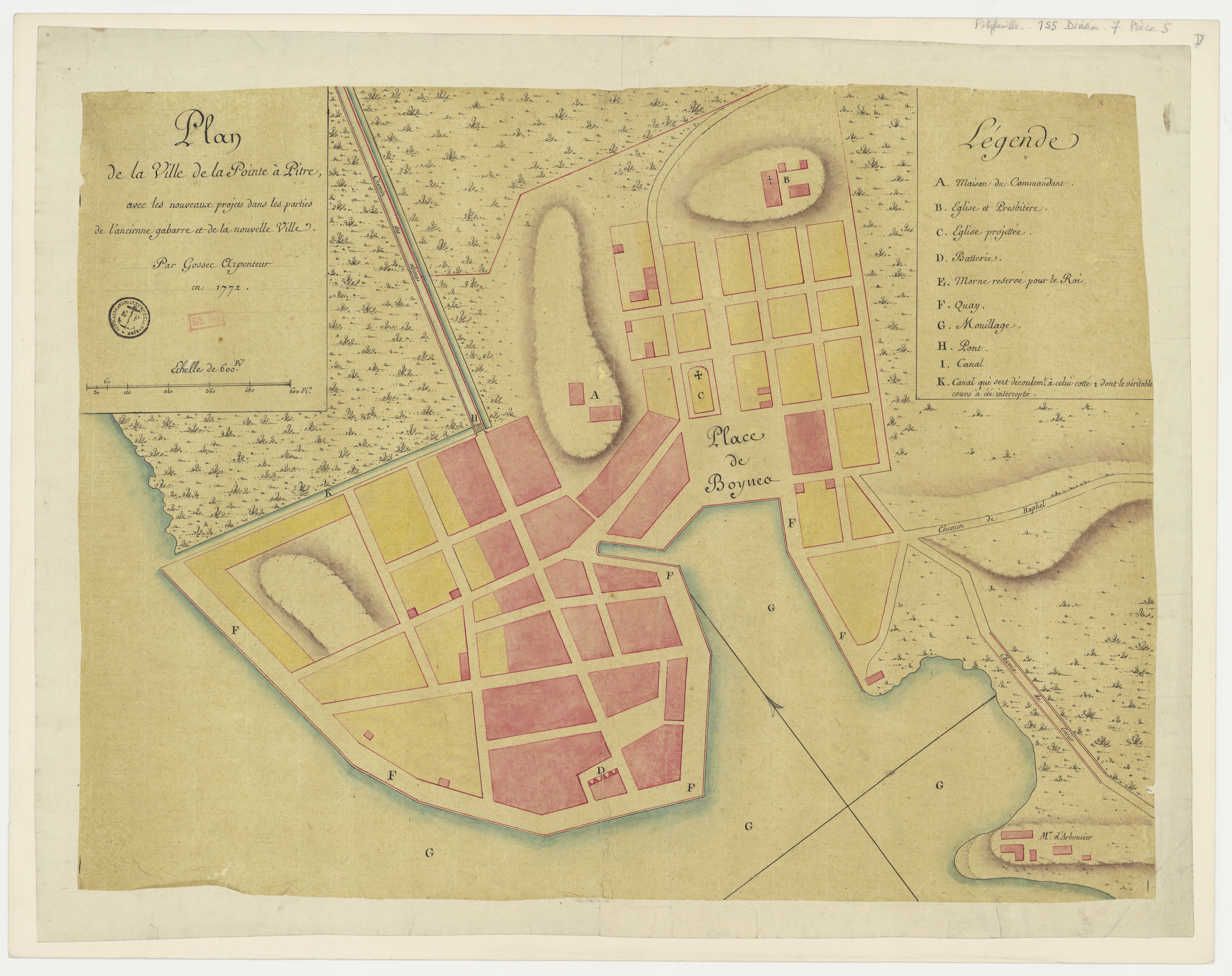
Plan de la ville de Pointe-à-Pitre, 1772, Gossec.

### Destruction de la ville lors du séisme de 1843

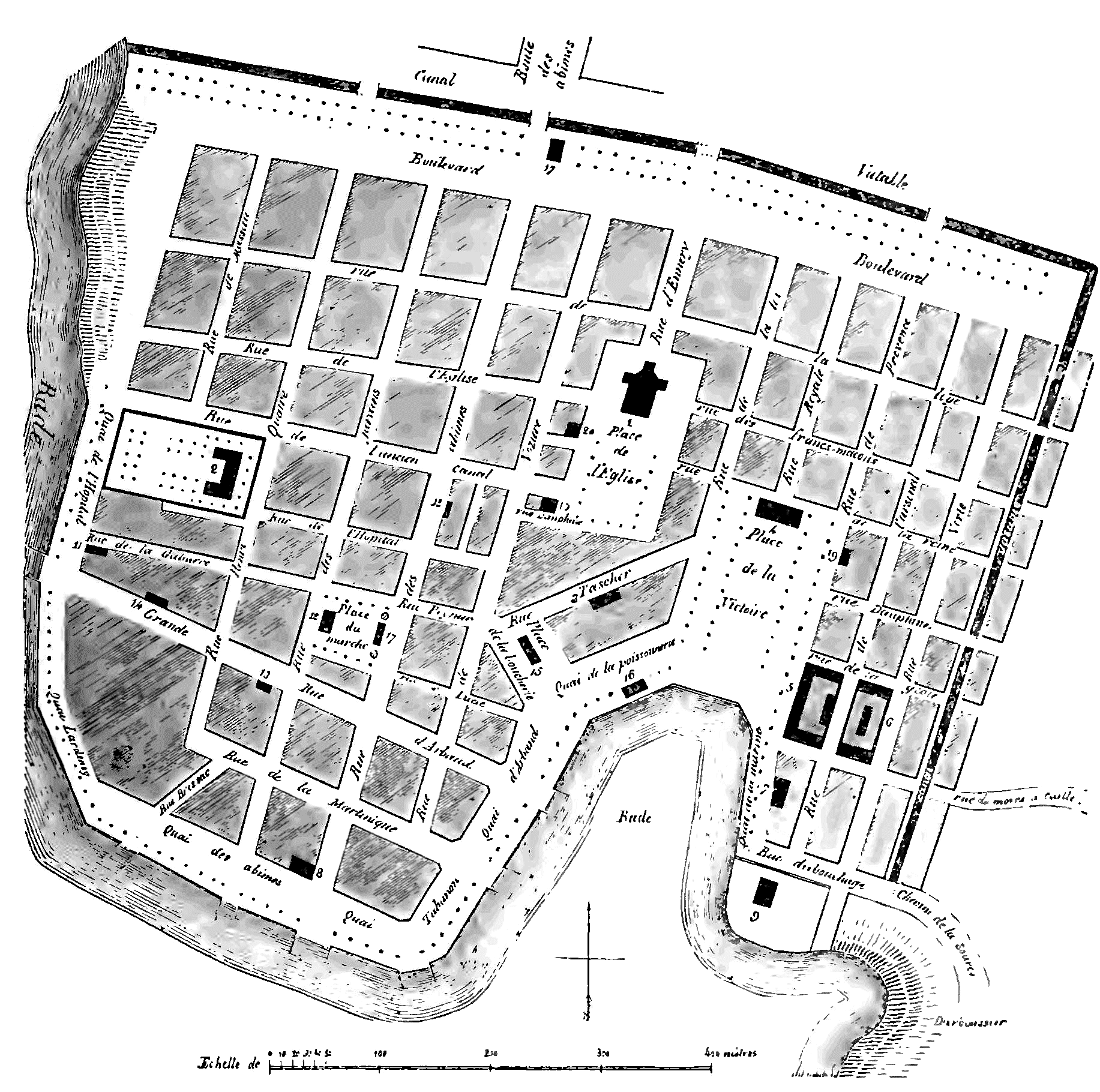
Plan de Pointe-à-Pitre en 1843.

Le 8 février 1843, la ville de Pointe-à-Pitre est en grande partie détruite par un très violent tremblement de terre (d'une magnitude d'environ 8 à 8,8 sur l'échelle de Richter). D'autres villes sont endommagées, en particulier Le Moule, mais à Pointe-à-Pitre un incendie entraîne la destruction des bâtiments subsistants, et fait de nouvelles victimes avec un total de 3 000 morts et 1 500 blessés. Une grande campagne de souscription nationale lancée en métropole permet la reconstruction de la commune pointoise.

### Pointe à Pitre dans la seconde moitié duXIXesiècle
L'abolition de l'esclavage en 1848 favorise l'arrivée en ville d'une main d’œuvre à la recherche de travail. Des milliers d'Indiens arrivent par convois, ainsi que des Cap-verdiens ou d'autres Caribéens, quelques centaines de travailleurs chinois et japonais, et des exilés politiques indochinois. Dans les usines, la ségrégation raciale est de mise. Traditionnellement, dans les anciennes colonies esclavagistes françaises, il existe une gradation de couleur, du plus sombre au plus clair.

### Les émeutes de 1967
Les 26, 27 et 28 mai 1967 sont des jours sanglants pour l'histoire de la ville et de la Guadeloupe en général. Des CRS (les "Képis rouge") répriment lourdement un mouvement de grève ouvrier visant une augmentation salariale de 2,5 % et mené par le GONG, un mouvement indépendantiste guadeloupéen dont le leader, Jacques Nestor sera l'un des premiers à tomber sous les balles. Le bilan des émeutes de mai 1967 est encore aujourd'hui sujet à controverses. Les autorités reconnaissent officiellement huit morts ; en 1985, le secrétaire d’État aux DOM-TOM, Georges Lemoine, retient le chiffre de 87 morts. L'Historien Benjamin Stora souligne que la massacre a été « ordonné sciemment sur le terrain et approuvé par le gouvernement sous la présidence du général de Gaulle ».

## Politique et administration

### Rattachements administratifs et électoraux
La commune est une sous-préfecture du département de la Guadeloupe et le chef-lieu d'un canton unique depuis le redécoupage cantonal de 2014. Avant cette date, elle était divisée en trois cantons : Pointe-à-Pitre-1, Pointe-à-Pitre-2 et Pointe-à-Pitre-3. Un quatrième exista de 1955 à 1985.
Pour l'élection des députés, Pointe-à-Pitre fait partie depuis 1988 de la première circonscription de la Guadeloupe.

### Intercommunalité
La commune de Pointe-à-Pitre appartient à la communauté d'agglomération Cap Excellence, dans laquelle elle est représentée par huit conseillers.

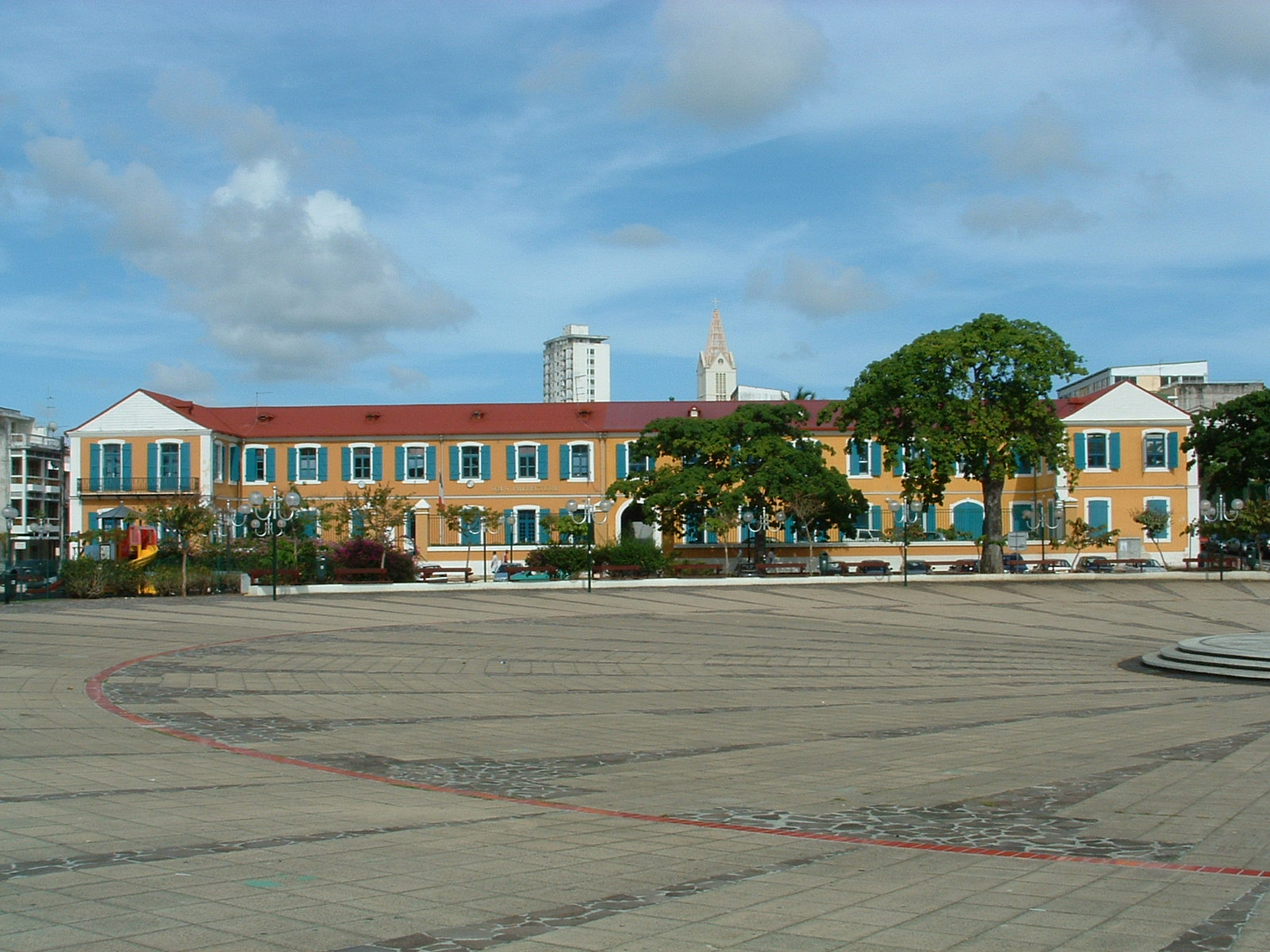
La Sous-préfecture de la Guadeloupe
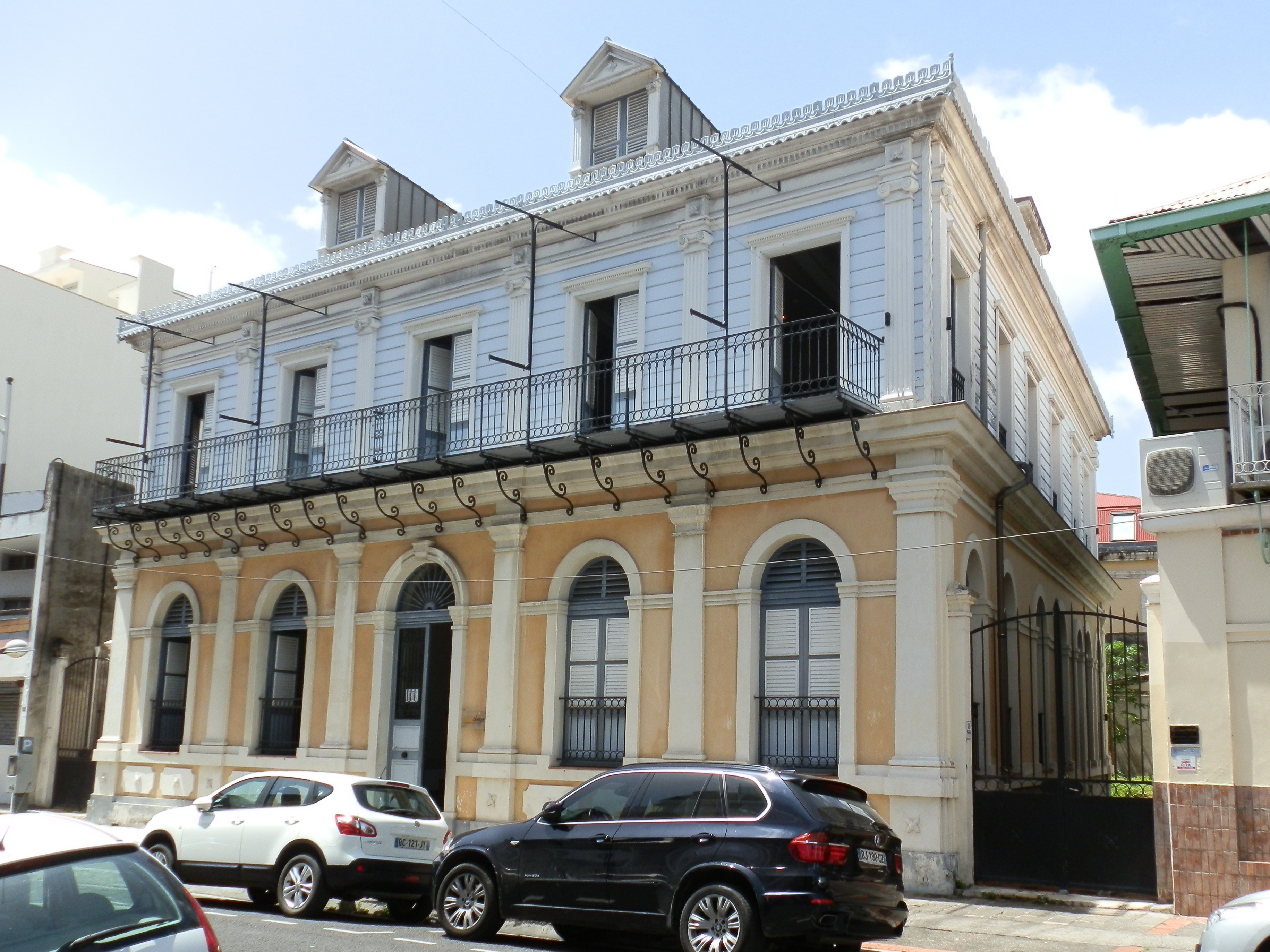
Ancien hôtel de ville de Pointe-à-Pitre de 1885 à 1973.
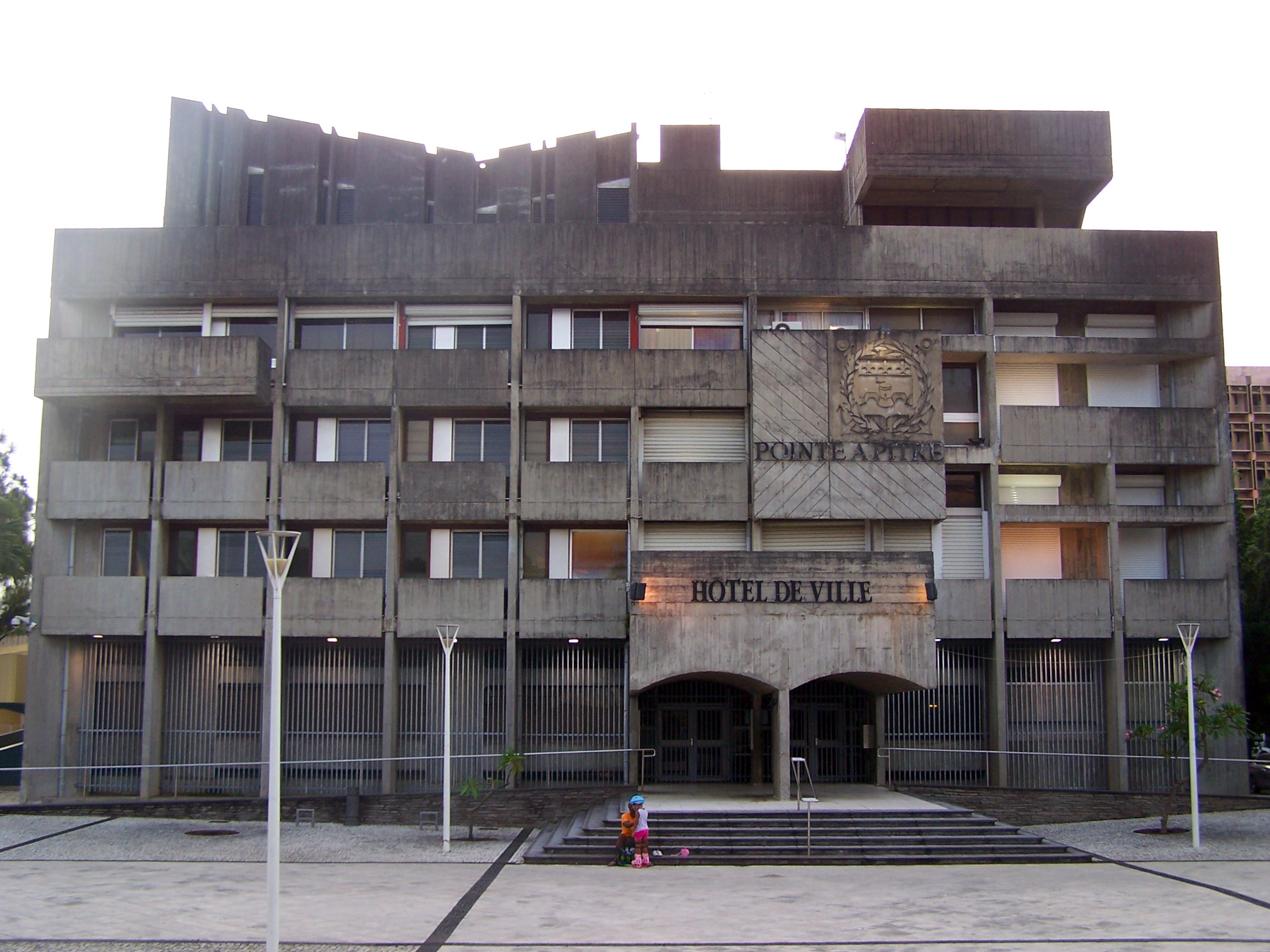
L'hôtel de ville de Pointe-à-Pitre depuis 1973.

### Jumelages
- Orly (France) depuis juillet 1973[36].

## Population et société

### Démographie
L'unité urbaine de Pointe-à-Pitre - Les Abymes est le pôle urbain de la Guadeloupe qui réunit les îles de Basse-Terre et de Grande-Terre grâce à sa position centrale dans l'archipel. Cette concentration urbaine regroupe 11 communes, dans la nouvelle délimitation de 2010, dont les plus peuplées sont Les Abymes, Baie-Mahault et Le Gosier. Elle rassemble ainsi 64,2 % des Guadeloupéens, soit 256 888 habitants en 2014, se situant au 25e rang des agglomérations françaises. Au cours de ces dernières années, le poids démographique de la commune de Pointe-à-Pitre au sein de l'agglomération n'a pas cessé de décroître au profit de la banlieue pavillonnaire, d'autant plus que l'unité urbaine s'est agrandie en absorbant des communes périphériques. Ainsi, de 4 communes en 1982, l'unité urbaine est passée à 7 communes en 1999 puis à 11 communes dans la dernière délimitation.
| Évolution 1961 - 2014 | Évolution 1961 - 2014 | Évolution 1961 - 2014 | Évolution 1961 - 2014 |
| --------------------- | --------------------- | --------------------- | --------------------- |
| Année                 | Total Commune         | Total Agglomération   | Pourcentage (%)       |
| 1961                  | 27 966                | 76 200                | 36,70                 |
| 1967                  | 29 522                | 89 856                | 32,85                 |
| 1974                  | 23 889                | 99 748                | 23,95                 |
| 1982                  | 25 310                | 107 331               | 23,58                 |
| 1990                  | 26 029                | 124 358               | 20,93                 |
| 1999                  | 20 948                | 171 773               | 12,20                 |
| 2007                  | 17 408                | 252 869               | 6,88                  |
| 2014                  | 16 261                | 256 888               | 6,33                  |

Par ailleurs, l'Insee a désormais délimité une aire urbaine de Pointe-à-Pitre - Les Abymes, qui comporte 16 communes en 2010. Avec 314 647 habitants au 1er janvier 2014, elle se situe 32e rang des aires urbaines françaises par sa population.
L'évolution du nombre d'habitants est connue à travers les recensements de la population effectués dans la commune depuis 1961, premier recensement postérieur à la départementalisation de 1946. À partir de 2006, les populations de référence des communes sont publiées annuellement par l'Insee. Le recensement repose désormais sur une collecte d'information annuelle, concernant successivement tous les territoires communaux au cours d'une période de cinq ans. Pour les communes de plus de 10 000 habitants les recensements ont lieu chaque année à la suite d'une enquête par sondage auprès d'un échantillon d'adresses représentant 8 % de leurs logements, contrairement aux autres communes qui ont un recensement réel tous les cinq ans,.

En 2022, la commune comptait 14 855 habitants, en évolution de −7,36 % par rapport à 2016 (Guadeloupe : −2,67 %, France hors Mayotte : +2,11 %).
| 1961   | 1967   | 1974   | 1982   | 1990   | 1999   | 2006   | 2011   | 2016   |
| ------ | ------ | ------ | ------ | ------ | ------ | ------ | ------ | ------ |
| 27 966 | 29 522 | 23 889 | 25 310 | 26 029 | 20 948 | 17 541 | 16 063 | 16 035 |

| 2021   | 2022   | - | - | - | - | - | - | - |
| ------ | ------ | - | - | - | - | - | - | - |
| 14 486 | 14 855 | - | - | - | - | - | - | - |

### Enseignement
Comme toutes les communes de l'archipel de la Guadeloupe, la ville de Pointe-à-Pitre est rattachée à l'Académie de la Guadeloupe. Elle possède sur son territoire neuf écoles maternelles (Bébian, Dubouchage, Félix-Edinval, Fernande-Bonchamps, Frantz-Ralion, Lauricisque, Rafaël-Jolivière, Raymonde-Bambuck et Salvatore-Cideme) et douze écoles primaires (Amédée-Fengarol 1 et 2, Félix-Edinval, Fernande-Bonchamps, Lauricisque, Léon-Feix, Rafaël-Cipolin, Rafaël-Jolivière, Raymonde-Bambuck, Sacré-Cœur (privée), externat Saint-Joseph-de-Cluny (privée) et Salvator-Cideme).
En ce qui concerne l'enseignement secondaire, la ville accueille les collèges Front-de-Mer, Jules-Michelet, La Persévérance (privé), Maitrise-de-Massabielle (privé), Nestor-de-Kermadec et Sadi-Carnot. Le principal et historique lycée public d'enseignement général de la Guadeloupe est le lycée Carnot, tandis que l'enseignement privé est assuré par le lycée d'enseignement général de Massabielle et le lycée privé d'enseignement professionnel Boc-Calmet, fondé en 1954 et fermé en 2020.
La ville de Pointe-à-Pitre accueille le grand campus de Fouillole de l'université des Antilles, qui est le principal centre d'enseignement supérieur de l'île.

### Santé
Le centre hospitalier universitaire de Pointe-à-Pitre/Les Abymes est le plus important hôpital de l'île regroupant en 2013 une quarantaine de services, couvrant tous les domaines médicaux, d'une capacité totale d'accueil de 862 lits fonctionnant avec 319 médecins, 120 internes et 3 000 agents hospitaliers. Le CHU doit être reconstruit à Perrin, aux Abymes, (à partir de 2016, pour une livraison en 2019), alors qu'un important incendie a endommagé ses services d'urgence en 2017.

### Justice
La commune accueille un Palais de justice qui abrite le tribunal de Grande Instance et un tribunal de commerce, ainsi qu'un tribunal d'Instance et un conseil des prud’hommes. Une nouvelle cité judiciaire a été construite et livrée en 2017.

### Équipements culturels et sportifs

#### Culture
- Salle Georges-Tarer à Lauricisque
- Centre des arts et de la culture (en cours de rénovation, livraison prévue en septembre 2017)

#### Sports
L'équipement sportif de la commune comprend :
- le centre sportif et culturel Paul-Chonchon à Bergevin (1 800 places)
- le stade Pierre-Antonius (300 places assises)
- la piscine municipale
- des courts de tennis

La ville accueille les clubs sportifs :
- la Red Star de Pointe-à-Pitre (football)
- l'ASC Carénage (football)
- le New Star de Pointe-à-Pitre (basket-ball)
- l'Union sportive cycliste culturelle pointoise (USCCP) (cyclisme)

Tous les quatre ans, la ville reçoit l'arrivée de la Route du Rhum, course transatlantique en solitaire qui part de Saint-Malo. Pointe-à-Pitre a pour code PP selon la liste des quartiers maritimes.

## Économie

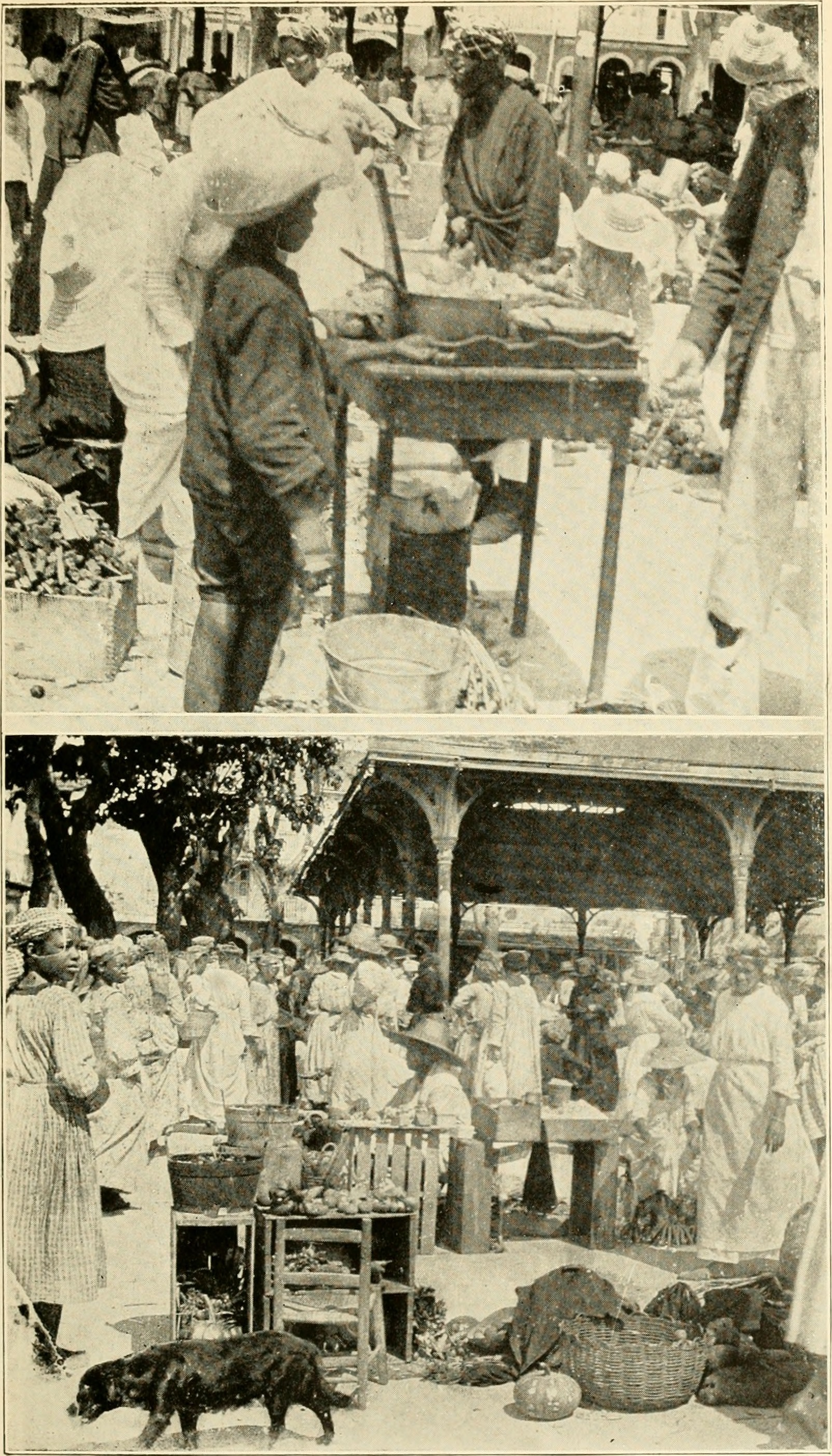
Scènes de marché à Pointe-à-Pitre en 1919. Université de l'Iowa.

L'économie de Pointe-à-Pitre s'organise autour de trois axes du secteur tertiaire : le commerce de proximité est très développé dans le centre-ville autour de nombreux magasins (avec une part importante de boutiques liées à l'habillement) ; le tourisme lié au trafic de l'aéroport voisin ainsi que l'activité associée aux différents lieux historiques et musées de la ville ; enfin les services publics avec notamment les différents services de la sous-préfecture de l'île, l'université des Antilles et le principal centre hospitalo-universitaire de la Guadeloupe (le CHU de Pointe-à-Pitre/Les Abymes).
La ville accueille le siège de la Chambre de commerce et d'industrie de Pointe-à-Pitre. Elle gère l’aéroport de Pôle Caraïbes, situé aux Abymes et le port autonome de Pointe-à-Pitre qui dispose d'une gare maritime à proximité du centre-ville (croisière, cabotage, marchandises diverses).
Un développement de la zone de Bergevin est programmé avec la construction d'un hôtel Première classe du Groupe Louvres Hôtels.

## Culture locale et patrimoine

### Lieux et monuments
- Place de la Victoire.
- La rue Frébault, la halle du marché aux Épices (classé MH[47]).
- Le musée Saint-John-Perse (classé MH[48]).
- Le musée Schœlcher (classé MH[49]).
- Le Pavillon L'Herminier (classé MH[50]).
- Le Mémorial ACTe[51].
- L'église Saint-Pierre-et-Saint-Paul. L'édifice a été classé au titre des monuments historiques en 1978[52].
- Église Saint-Jules de Pointe-à-Pitre (détruite par le cyclone Inez de 1966[53]).
- L'église Notre-Dame-de-Lourdes de Massabielle et la grotte de Massabielle.
- Différents éléments du patrimoine civil et religieux de la commune ont été construits par l'architecte Ali Tur entre 1930 et 1935 dans une politique de grands travaux décidés par différentes institutions après les dégâts de l'ouragan Okeechobee en 1928. Il réalise ainsi le palais de justice de Pointe-à-Pitre, l'hôpital-hospice de l'île, la halle aux poissons, plusieurs écoles, et la caserne des pompiers[54].
- Les statues de Solitude, des chefs de bataillon Louis Delgrès et Joseph Ignace, de Marcel Lollia dit « Vélo », et la peinture murale des émeutes de mai 1967 en Guadeloupe.
- Ancien presbytère Saint-Pierre-et-Saint-Paul.
- Monuments aux morts, dit  La Douloureuse de la Pointe-à-Pitre, marbre de Carrare, inauguré le 12 novembre 1925 sur place de la Victoire[55]. Le piédestal porte l'inscription « Karukera », nom amérindien de l'île.

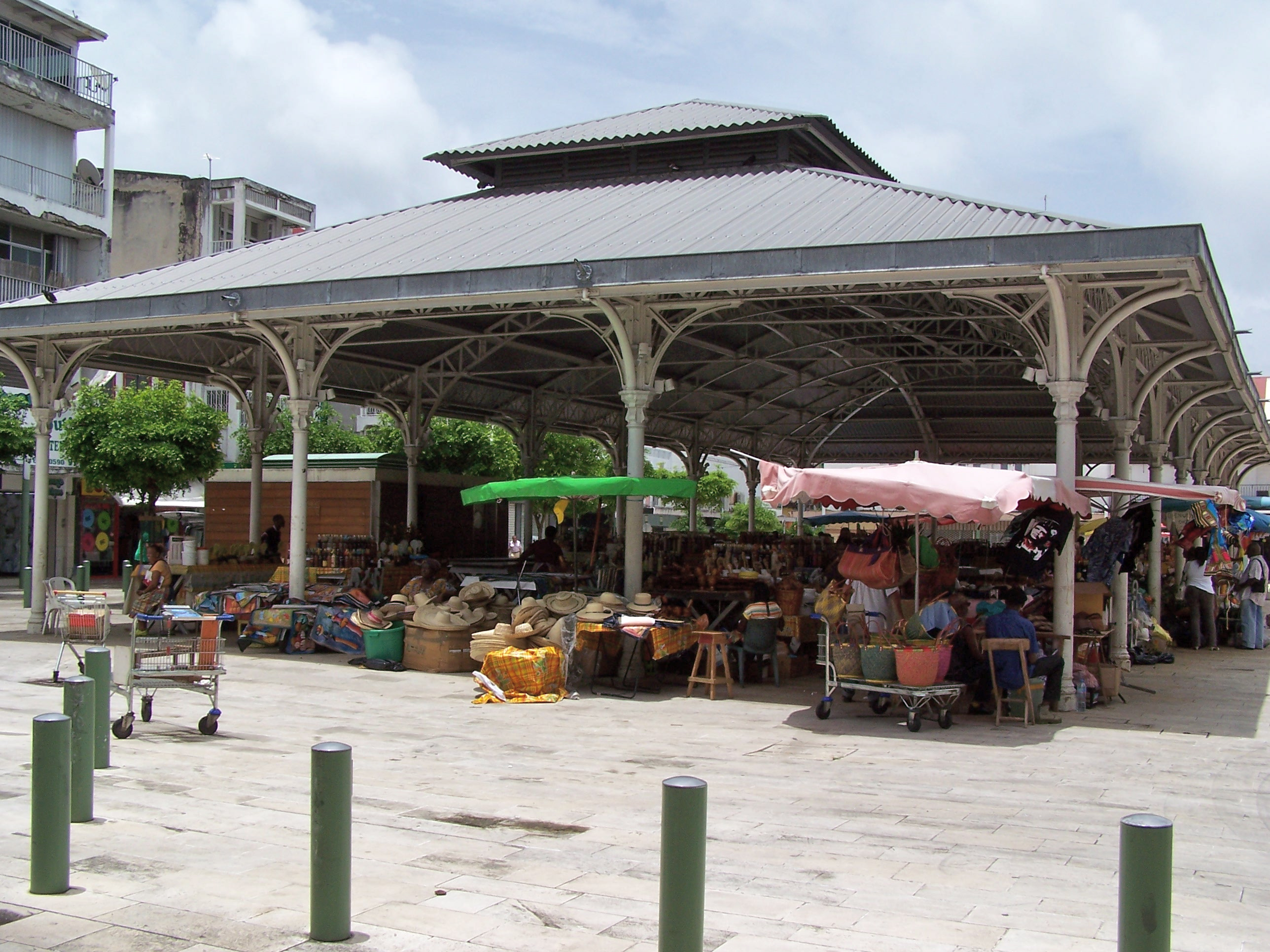
Le marché aux Épices.
Mémorial ACTe.
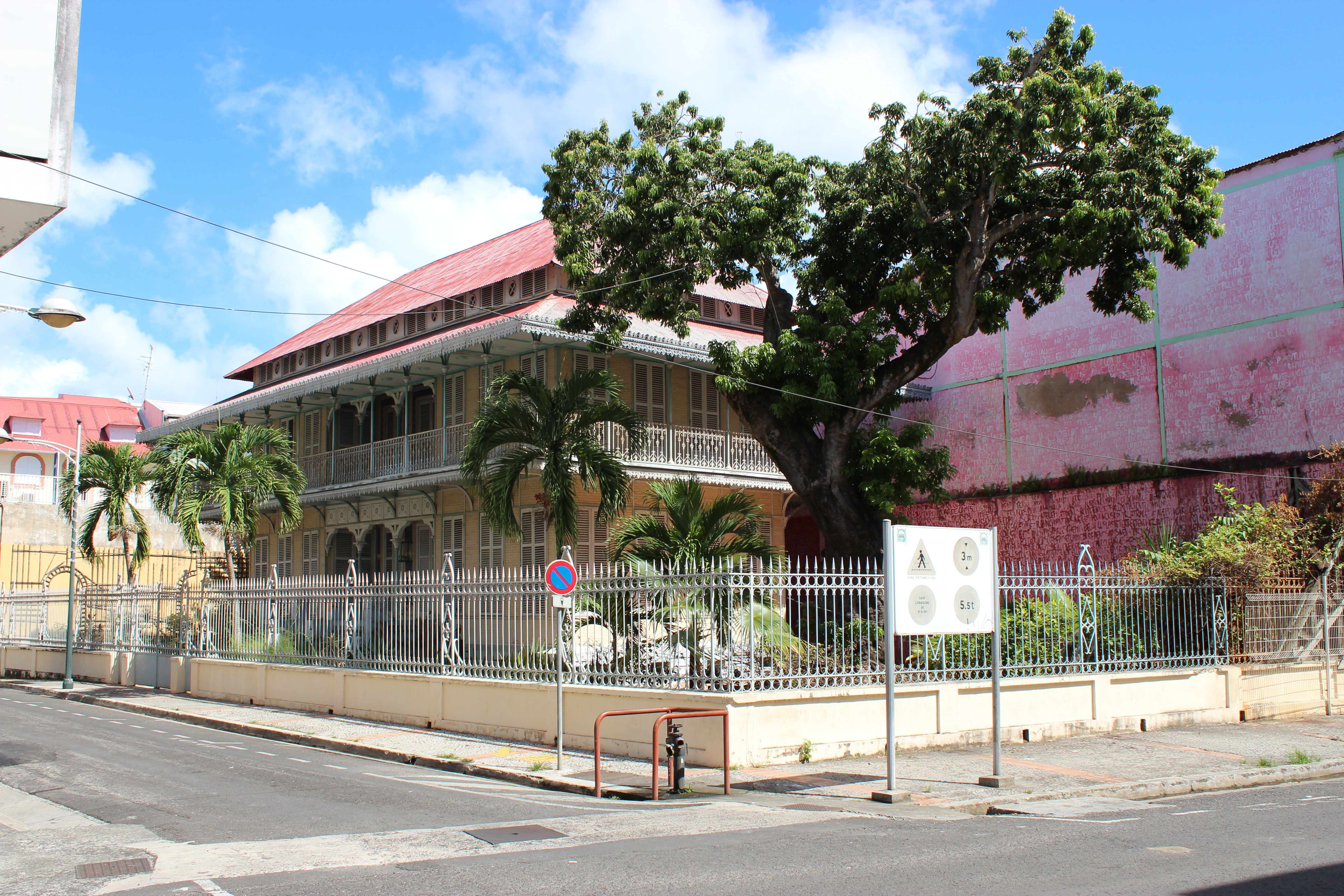
Musée Saint-John-Perse.
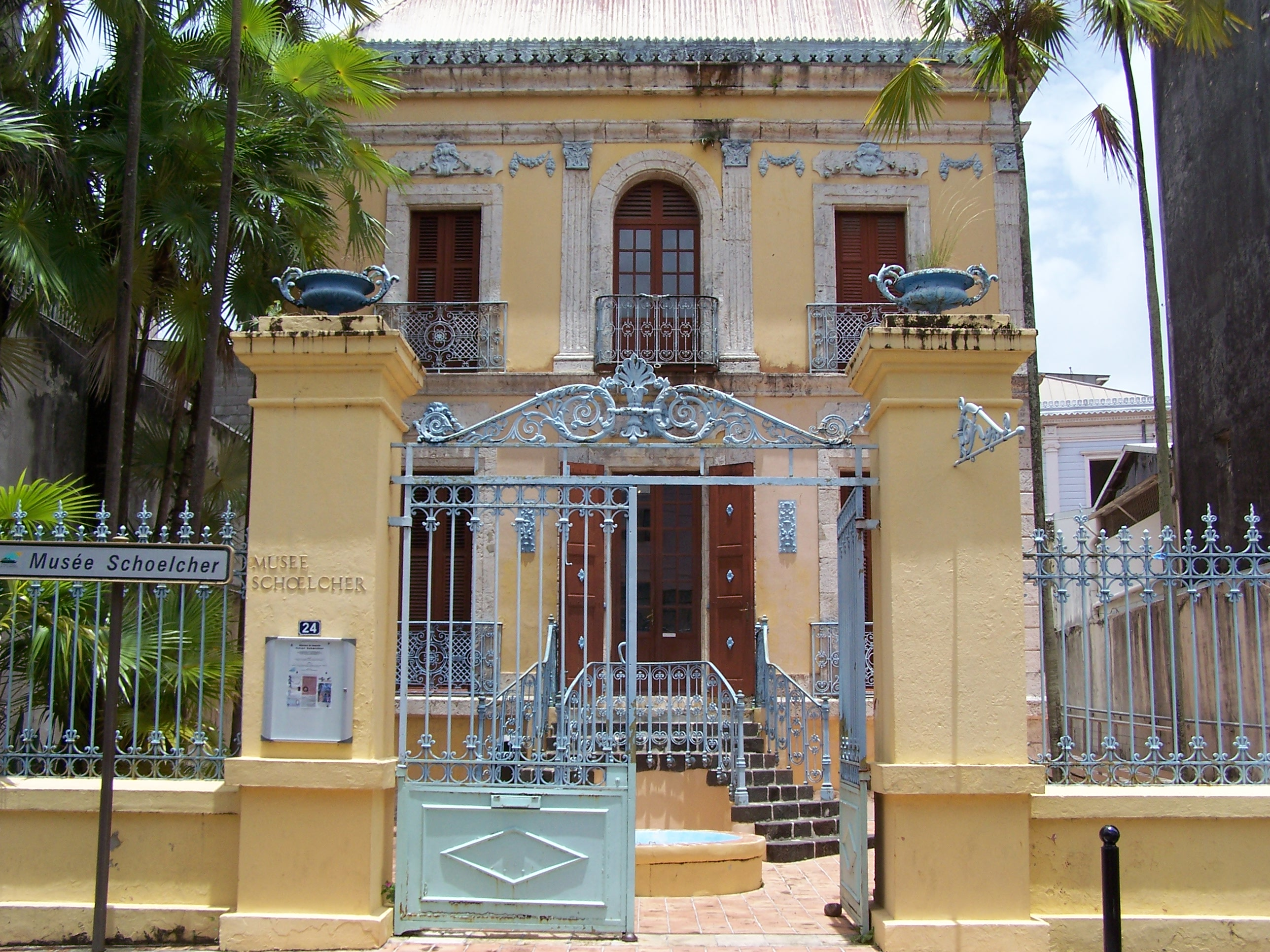
Musée Schœlcher.
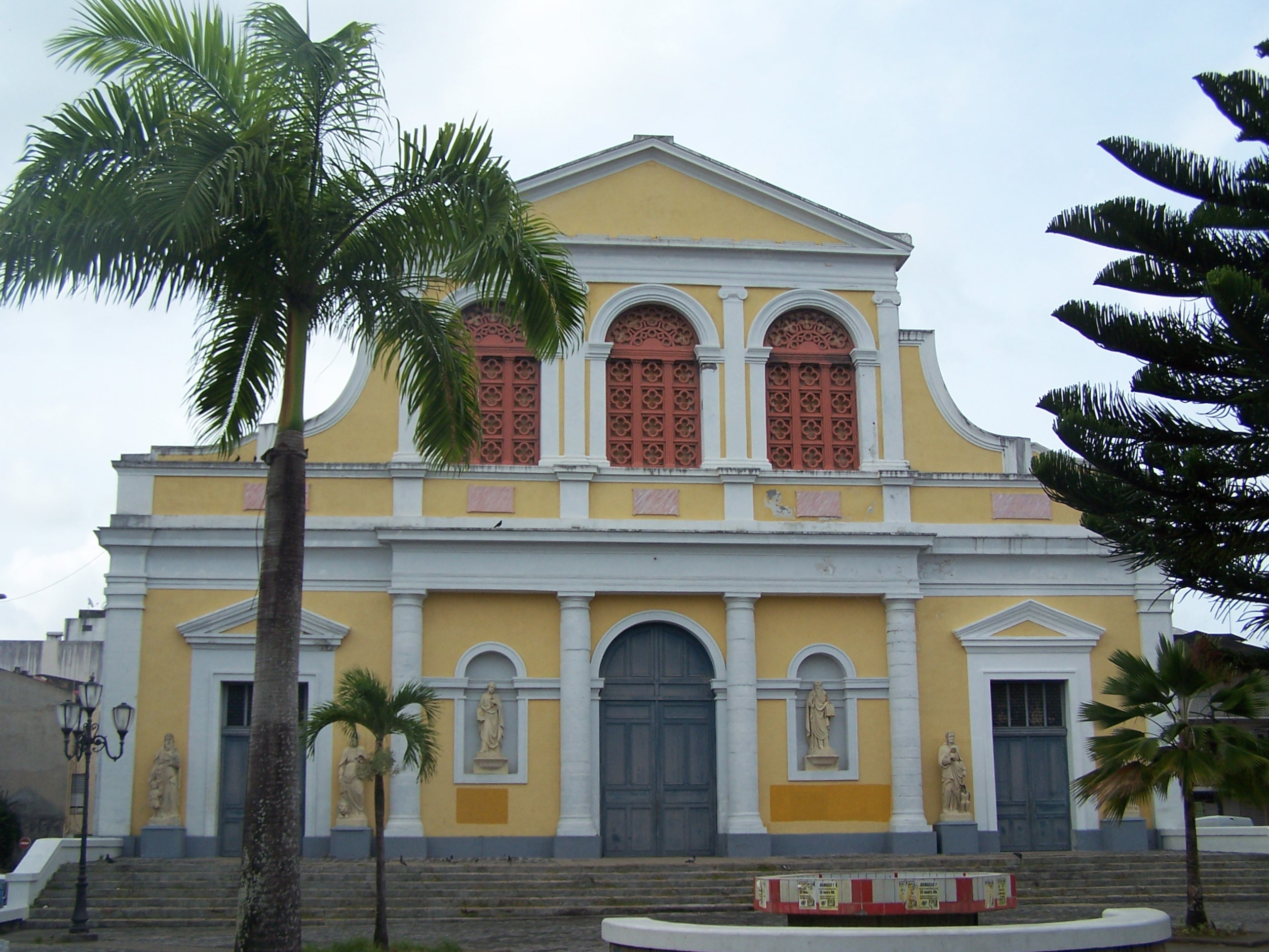
Église Saint-Pierre-et-Saint-Paul.
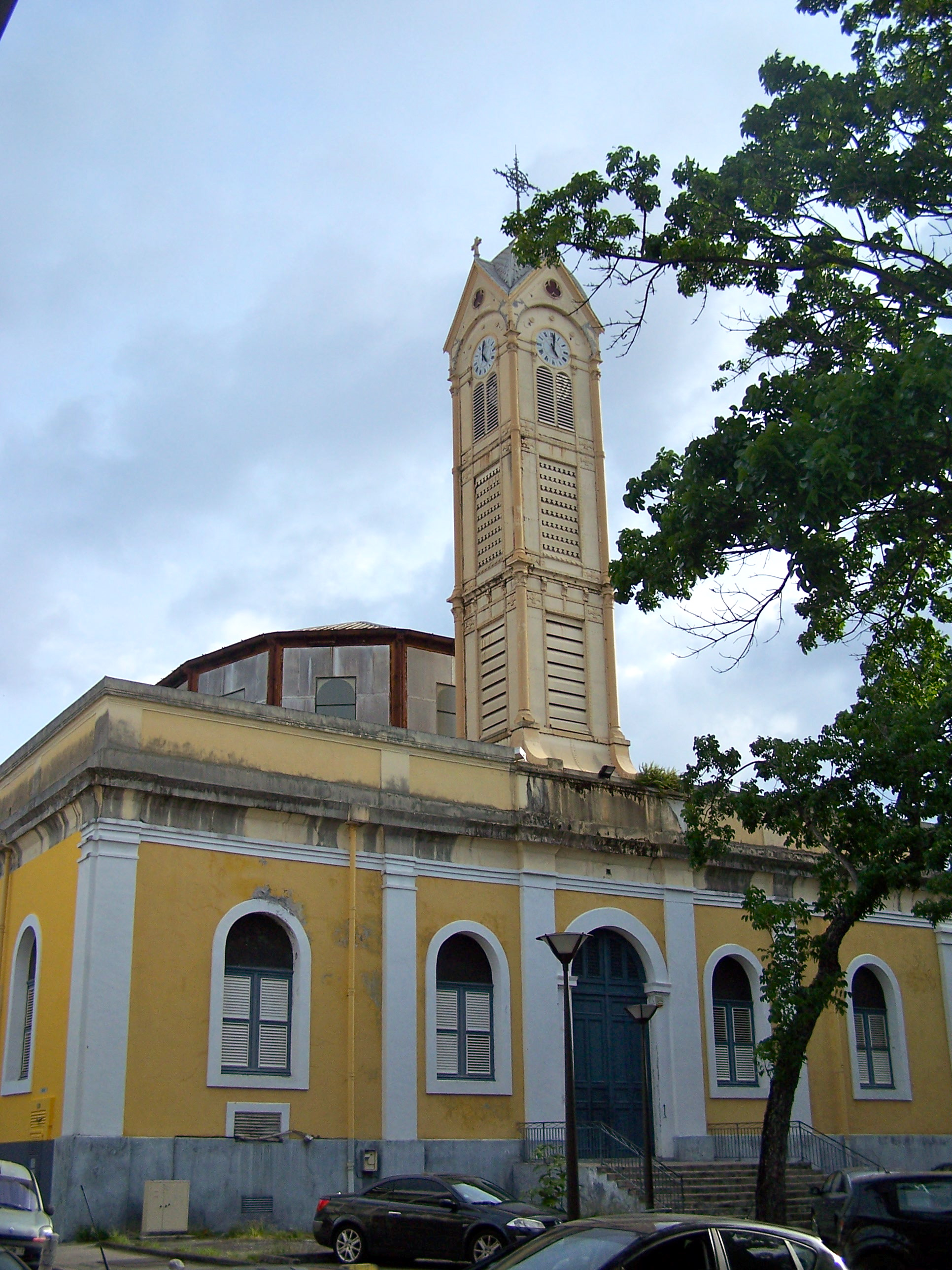
Arrière de l'église Saint-Pierre-et-Saint-Paul.
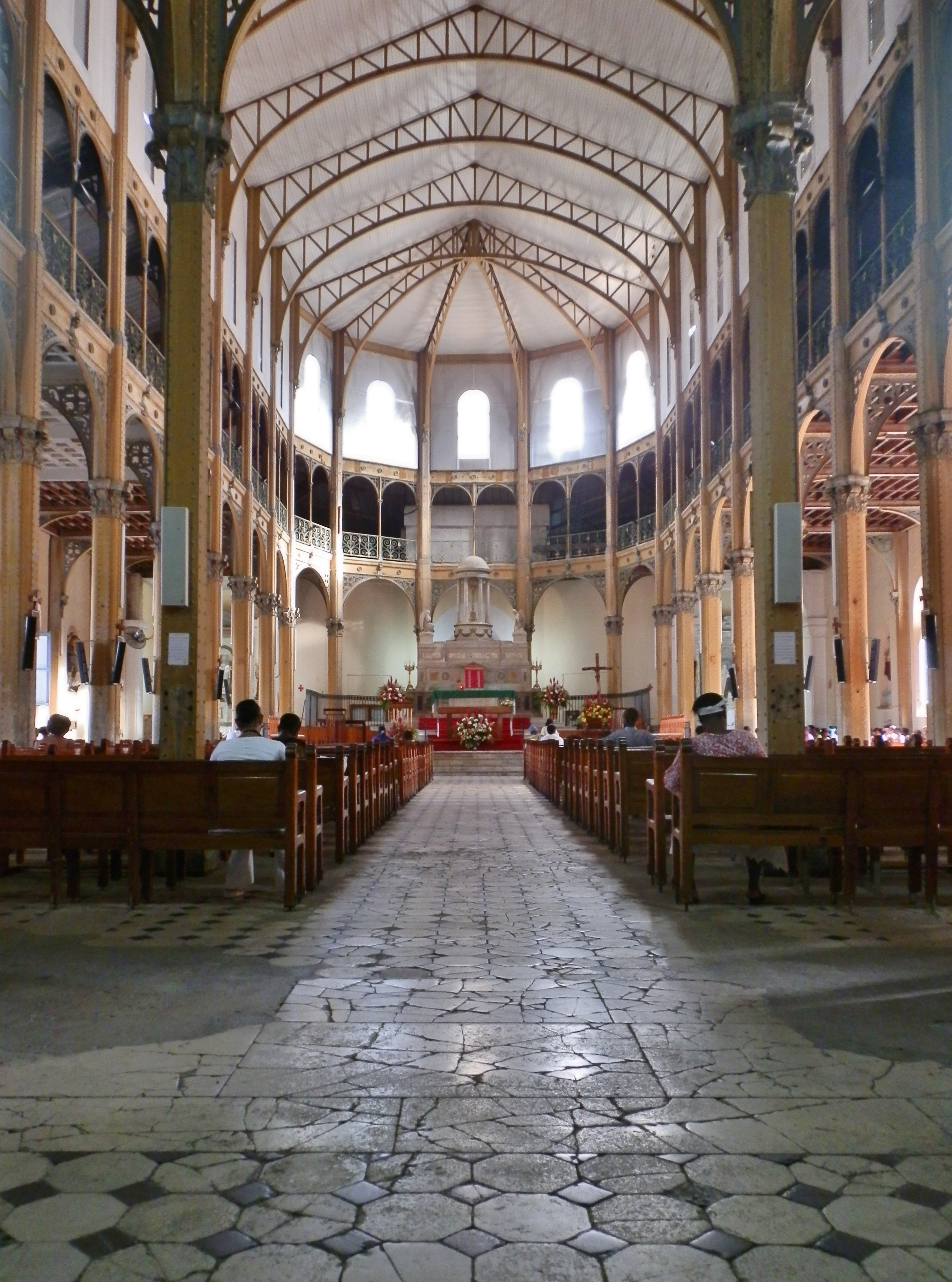
Intérieur de l'église Saint-Pierre-et-Saint-Paul.
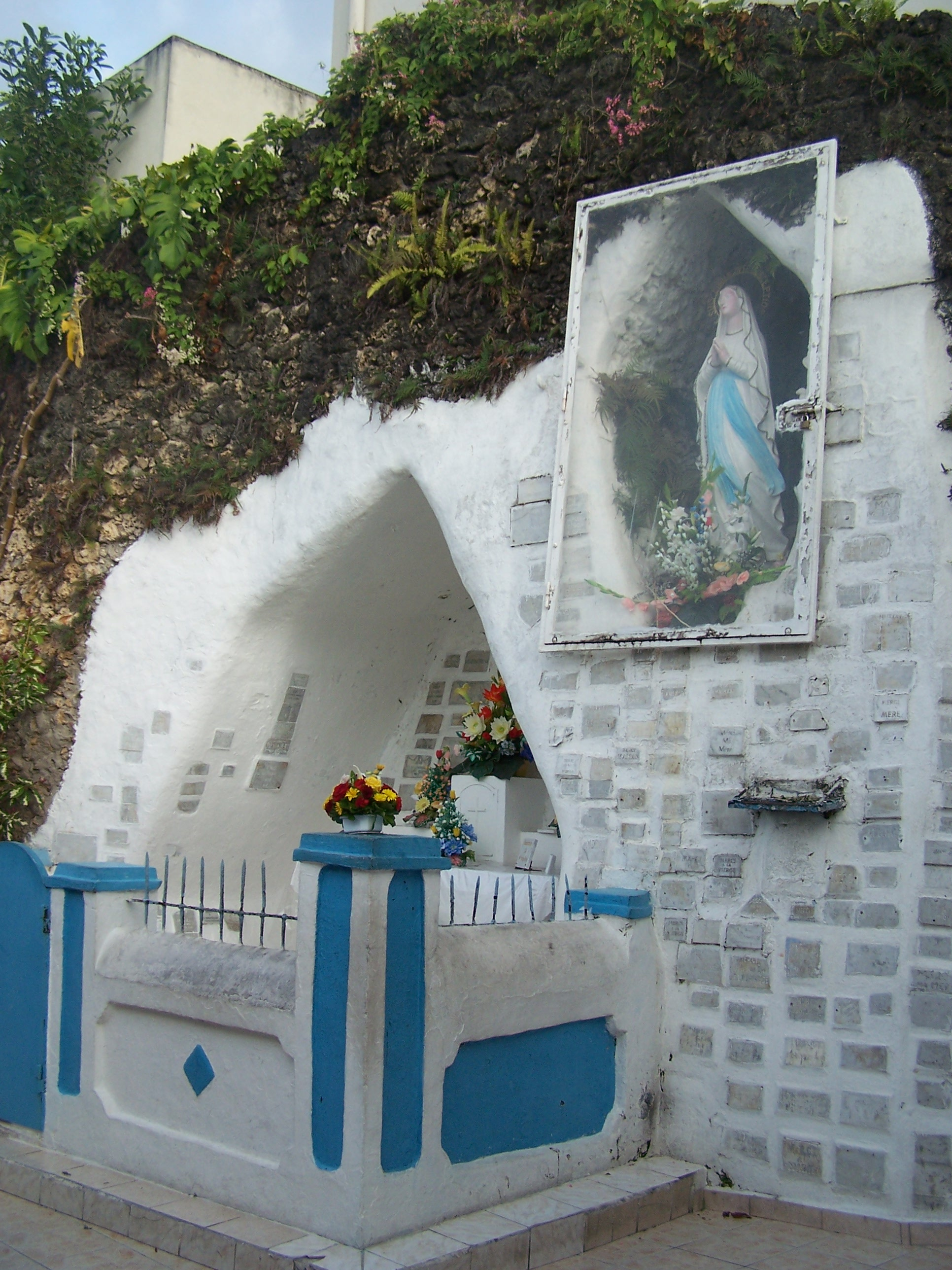
La grotte de Massabielle.

### Personnalités liées à la commune
Personnalités natives de Pointe-à-Pitre
- Henri Bangou (1922-2023), médecin, maire de Pointe-à-Pitre de 1965 à 2008 et sénateur de 1986 à 1995.
- Achille René-Boisneuf, maire de Pointe-à-Pitre de 1911 à 1922 et député de 1914 à 1924.
- Gaston Gerville-Réache, député de la Guadeloupe de 1881 à 1906
- Maryse Condé (1937-2024), romancière et récipiendaire du prix Nobel alternatif de littérature en 2018.
- Charles Lanrezac (1852-1925), général français dont l'action au début de la Première Guerre mondiale fut décisive pour arrêter les Allemands.
- Hégésippe Jean Légitimus, conseiller général, maire de Pointe-à-Pitre et député de la Guadeloupe. Fondateur principal du mouvement socialiste de la Guadeloupe. Il a été le premier Noir à siéger à l'assemblée parlementaire depuis 1848.
- Saint-John Perse, écrivain et prix Nobel de Littérature en 1960. Le premier Nobel né aux Antilles.
- Maxette Pirbakas-Grisoni (1975-), agricultrice, syndicaliste et femme politique
- Léon Soucaret (1867-1933), maire du Touquet-Paris-Plage de 1925 à 1933.
- Paul Valentino, maire de Pointe-à-Pitre de 1945 à 1947 et 1951 à 1957 et député de 1945 à 1956.
- Francky Vincent, chanteur.
- Teddy Riner, judoka

Autres personnalités
Elles ne sont pas forcément nées à Pointe-à-Pitre mais leur histoire est attachée à celle de la ville.
- Charles Catherin Sériziat (1756-1802), général de brigade de la Révolution française, chef de l'armée de Guadeloupe en 1801, mort à Point-à-Pitre.
- Charles-Anatole Léger (1803-1883) : notaire (de 1826 à 1857), maire de la ville de 1859 à 1861 et président du conseil général en 1859.
- Jean-Baptiste-Marie-Augustin Gourbeyre : une place de la ville porte son nom, entre palais de justice et l'église Saint-Pierre-et-Saint-Paul, il y a sa statue depuis 1848, érigée à la suite d'une souscription populaire. Sur le socle, ces simples mots La Pointe-à-Pitre reconnaissante et une date, VIII février MCCMXLIII, en clair 8 février 1843. C'est à l'occasion du tremblement de terre survenu ce jour-là, suivi d'un gigantesque incendie, que cet Auvergnat (né à Riom en 1786, Gouverneur de la Guadeloupe depuis 1841, mort à son poste en 1845), a acquis pour les Pointois le statut d'homme providentiel[56].